# 대구급 구축함
대구급은 미국이 운용하던 알렌 M. 섬너급 구축함 2척을 대한민국 해군이 재취역하면서 구성된 함급이다. 1973년 12월에 취역했으며  ,1994년 12월에 퇴역했다.

## 역사
이 배들은 제2차 세계대전 당시 미 해군이 사용했던 배들로, FRAM계획에 따라 전자제품과 무기로 현대화되었다. 그들은 한때 충무급 구축함을 대체하기 위해 1970년대에 걸쳐 대한민국 해군의 중추를 이루었던 전투함이었다.
대구급들은 모두 1977년까지 대여방식으로 운영되었다가 대한민국 해군에 의해 구입되었다. 급격한 노후화로 완전히 쓸모없게 된 1990년대까지 계속 사용되었다. 울산급 호위함,포항급 초계함들이 배치되면서 1994년 12월말에 완전히 퇴역 및 고철스크랩되었다.

## 함명
| 함번           | 함명 | 진수일     | 인수일     | 재취역일   | 퇴역일     |
| -------------- | ---- | ---------- | ---------- | ---------- | ---------- |
| DD-17 / DD-917 | 대구 | 1944-02-14 | 1944-06-14 | 1973-12-04 | 1994-12-30 |
| DD-18 / DD-918 | 인천 | 1943-08-09 | 1944-01-09 | 1973-12-05 | 1994-12-30 |